# Łagiewnik

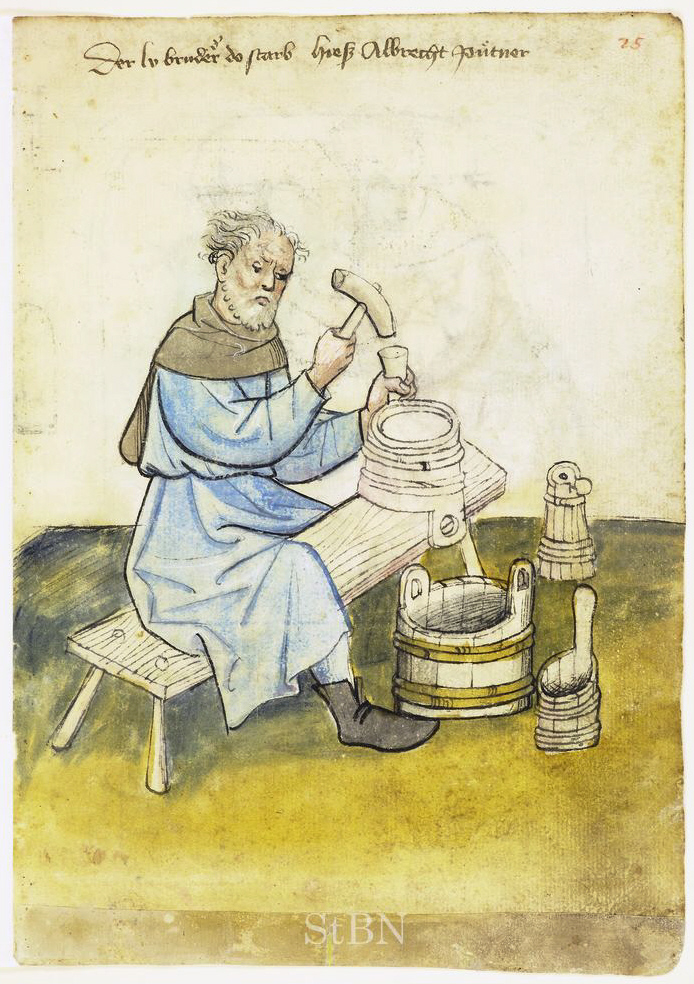
Albrecht Putner(Buttner)Legelmacher. Anonimowa ilustracja z roku 1425 w "Kronice Mendla" (Stadtbibliothek Nürnberg)

Łagiewnik – wczesnośredniowieczny zawód rzemieślniczy.

## Nazwa
W okresie piastowskim w XII i XIII wieku, a być może także wcześniej, łagiewnicy (łac. lagenarii, ampullarii) wchodzili w skład ludności służebnej, byli ministeriales książęcymi czy biskupimi i posiadali swoje prawo grupowe.
Od XV wieku określano tak rzemieślników wytwarzających naczynia klepkowe.
Nazwa łagiewnik wywodzi się z łacińskiego słowa lagena - łagiew, oznaczającego puchar, flaszkę, naczynie podróżne. Język niemiecki przejął i zmodyfikował nazwę łacińską, określając nią drewniane naczynia na wodę lagella – Lagel, wyrabiających zaś te naczynia Lagelmacher. Na ziemiach polskich słowo to zostało zmiękczone, zmieniając się w łagiewnika.

## Łagiewnicy w Polsce piastowskiej

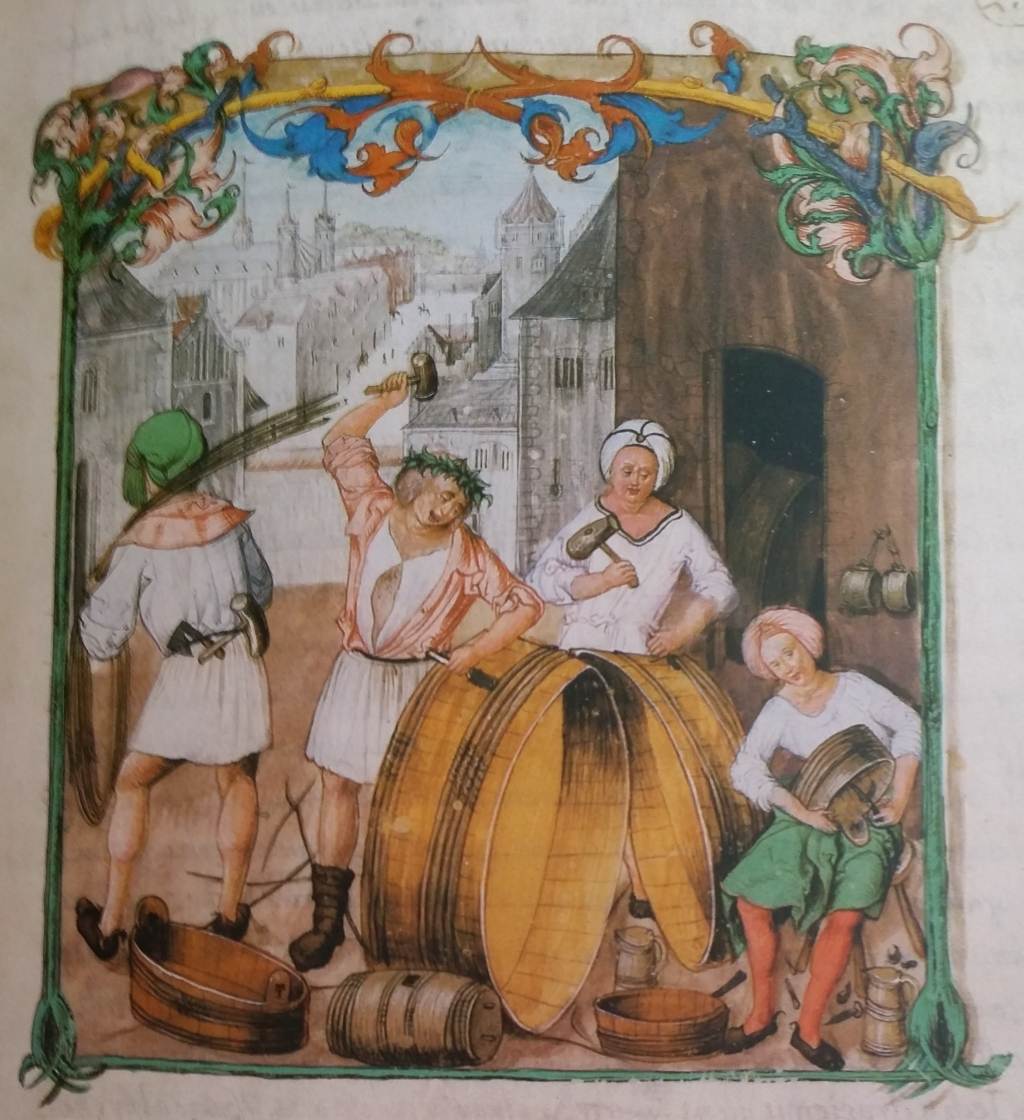
Miniatura z roku 1505 przedstawiająca łagiewników z "Kodeksu Behema" (Biblioteka Jagiellońska)

Wymieniające łagiewników dokumenty z tego okresu nie opisują ich działalności. Pierwszy dokument dotyczący tej grupy pochodzi z roku 1123-25, dyplom legata Idziego dla Tyńca, w którym benedyktynom tynieckim obok różnych służebników nadano piekarzy i łagiewników.
Złota Bulla z roku 1163 wymienia pośród służebników arcybiskupa, imiona łagiewników, "Krzyżan, Sobik, Bolech. W dobrach klasztoru trzebnickiego na początku XIII wieku na 216 poddanych pracowało 21 łagiewników.
Łagiewników dotyczyły obciążenia podobne do obciążeń piekarzy, kucharzy i komorników oraz przywileje, stacji i wywozu. Posiadali rodowe i dziedziczne prawo do ziemi, którą uprawiali. Z zachowanych dokumentów wynika że łagiewnicy towarzyszyli często dworowi książęcemu, wykonując jakieś, dzisiaj trudne do określenia funkcje.
Do XIX wieku powszechnie uważano, że łagiewnicy to inna nazwa bednarów, produkujących beczki i inne naczynia z klepek drewnianych. Dziś przyjmuje się pogląd, że łagiewnicy byli słodownikami, produkującymi piwo i miód pitny.
Między innymi, Kazimierz Tymieniecki uważał łagiewników za bednarzy, wytwarzających mniejsze naczynia klepkowe, pracujących w służbie książęcej, ale także na wolny rynek.
Karol Buczek udowadniał, że łagiewicy nie byli rzemieślnikami, wytwórcami łagwii, lecz zaliczali się do dworskiej służby i zajmowali warzeniem piwa i miodu oraz transportem tychże na potrzeby dworu książęcego, byli więc piwowarami, i słodownikami, łac.braxatores księcia.
W Europie Zachodniej i prawdopodobnie w Polsce łac. lagena – łagiew we wczesnym średniowieczu oznaczała naczynie o określonej objętości, mensurae speciem, jednostkę miary, stosowaną do mierzenia piwa i syconego miodu. Obciążenia ludności były płacone w naturze, zbożem, miodem.
Dawni ministeriales łagiewnicy znikają z dokumentów razem z systemem osad służebnych pod koniec XIII wieku.

## Łagiewnicy - rzemieślnicy, wytwórcy naczyń klepkowych

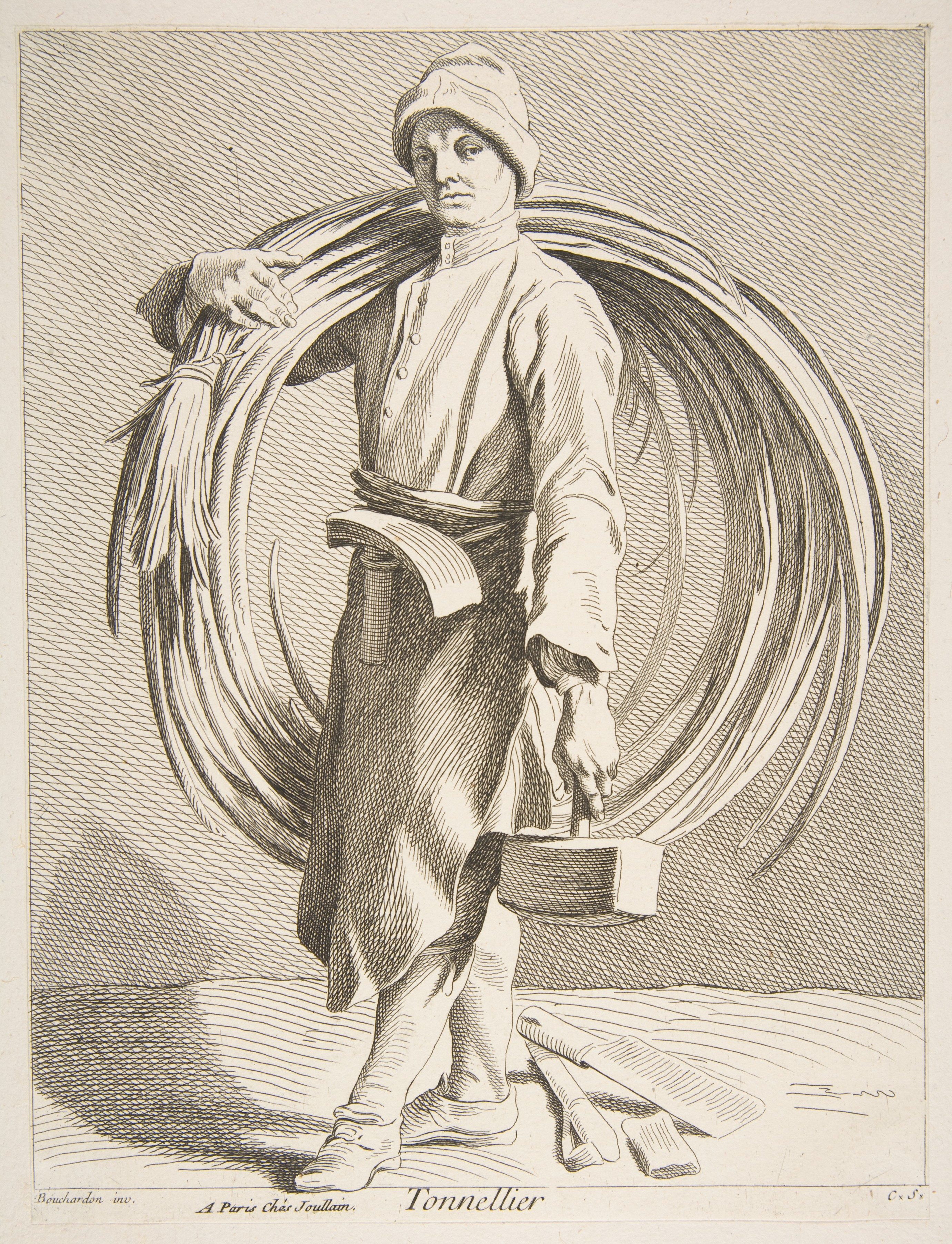
Tonnellier - bednarz z pękiem białych obręczy. XVIII-wieczna rycina z Études prises dans le bas peuple ou les Cris de Paris (Metropolitan Museum of Art)

W XV wieku lagenarii – łagiewnicy pojawiają się w miastach w Polsce jako rzemieślnicy cechowi.
Według zachowanych dokumentów można ich określić jako wytwórców naczyń klepkowych.
Rzemieślników wytwarzających naczynia klepkowe dzielono w XV-wiecznej Polsce na dwie główne grupy, bednarzy, (łac.doleatores) wytwarzających duże naczynia i łagiewników, (łac.lagenarii, ampullarii) wytwarzających naczynia mniejsze. Czasami dopisywano do tego węborników także wytwarzających mniejsze naczynia.
Nazwa obu głównych zawodów bierze się od naczyń które wytwarzali. Bednarz, niem. Bothner, czes. beczwar, robił m.in. beczki, bednie, spądy, dolea. Wyrób beczek był trudniejszy niż wyrób łagwii, potrzebne było gięcie klepek i mocniejsze metalowe – czarne obręcze. Łagiewnicy produkowali średnie i mniejsze naczynia klepkowe z prostych klepek, wiązane obręczami drewnianymi – białymi.
Pochodzący z roku 1429 dokument krakowski wymienia obok siebie starszych cechu bednarzy i łagiewników,seniores doleatorum et lagenariorum. Krakowscy łagiewnicy pojawiali się w wielu późniejszych dokumentach. Pierwszy statut krakowskiego cechu łagiewników i bednarzy spisano w 1434.
Toruński cech łagiewników mógł powstać już w XIV wieku. W XVI wieku podzielił się na cechy łagiewników (niem. Buttner) i węborników (niem. Bechler). Nauka rzemiosła trwała w nich 3 do 4 lat. Przyszły czeladnik musiał wykonać na wyzwolenie trzy beczki. Towarzysz na egzaminie mistrzowskim miał wykonać trzy beczułki piwne i wnieść opłatę. Łagiewnicy toruńscy wytwarzali fasy na węgorze, beczki śledziówki, solanki, konwie do mleka, fasy do masła, wiadra holenderskie. Beczki były miarami stosowanymi w handlu i daninach, mistrzowie cechowi potwierdzali wypalonym znakiem pojemność beczki.
Przywilej króla Władysława IV z 1644 dla bednarzy i leglarzy, jak nazywano w XVII wieku łagiewników krakowskich, spisany w części po polsku, wymieniał obok nazwy zawodu leglarzy (z niem. Legler, Legelmacher) także majstersztyk łagiewników. Przyszły mistrz powinien wykonać wanienkę na jedno dziecię, bębenek na cztery garnce, maślnicę i konew z przykryciem, z tym, że robota leglarska ma być z obręczami białymi.
Gdyby czeladnik po latach stażu i wędrówce nie potrafił podołać sztuce, powinien ruszyć dalej na wędrówkę przez rok i sześć tygodni uczyć się, wrócić i pracę poprawnie wykonać.
Leglarze krakowscy musieli kupować materiały potrzebne do pracy na rynku krakowskim, dobrej jakości drewno na klepki, łozę, łyko na obręcze i robić tylko robotę białą z drewnianymi obręczami.

......konwie piwne y wodne wielkie y małe z wiekami, wanienki do dzieci, szafliki wielkie y małe w białą obręcz, łagwie do limoniey rozmaite tak wielkie iak małe w białą obręcz. Baryłki nie mayą wiekszej robić nad garncy sześć...wszelka robota, która im należy drobną powinni robić, w czym nie powinni im bednarze przeszkadzać....

Dzisiaj pracownicy firm wytwarzających naczynia klepkowe, wykonywane z prostych klepek, nie używają na określenie swojego zawodu dawnej nazwy łagiewnicy czy leglarze.

## Nazwy miejscowości
Od nazwy zawodu łagiewnika praktykowanego głównie w pobliżu dworów oraz grodów, przyjęły swoje nazwy liczne miejscowości na terenie Polski. Dzisiaj miejscowości o nazwie Łagiewniki pozostało w Polsce ponad 20 toponimów.